# Pinocchio
Pour les articles homonymes, voir Pinocchio (homonymie).
 (octobre 2018).
Si vous disposez d'ouvrages ou d'articles de référence ou si vous connaissez des sites web de qualité traitant du thème abordé ici, merci de compléter l'article en donnant les références utiles à sa vérifiabilité et en les liant à la section « Notes et références ».
Pinocchio est un personnage de fiction italien, héros du roman pour enfants Les Aventures de Pinocchio (en italien : Le avventure di Pinocchio), écrit en 1881 par le journaliste et écrivain Carlo Collodi.

## Histoire dePinocchio
« Il était une fois… — Un Roi !  s'écrieront aussitôt mes petits lecteurs. Non, les enfants, vous vous trompez. Il était une fois un morceau de bois. »

… ainsi commence l'histoire.
Geppetto, un pauvre menuisier toscan, fabrique par accident dans une bûche de bois à brûler un pantin qui pleure, rit et parle comme un enfant, une marionnette qu’il nomme Pinocchio. Celui-ci lui fait tout de suite des tours et il lui arrive de nombreuses aventures : il rencontre Mangefeu, le montreur de marionnettes, le Chat et le Renard qui l’attaquent et le pendent, la fée qui le sauve. Son nez s’allonge à chaque mensonge… Il part ensuite avec son ami Lucignolo pour le Pays des jouets, et ils sont transformés tous les deux en ânes. Il est alors jeté à la mer et avalé par un énorme poisson dans le ventre duquel il retrouve Geppetto. Finalement, il se met à travailler et à étudier et il se réveille un beau jour transformé en véritable petit garçon en chair et en os.

## Origines du nom
« Pinocchio » signifie en toscan : « pignon » (« pignolat » en provençal, « pinolo » en italien). C'est la graine comestible du pin parasol (ou « pin pignon » — Pinus pinea) dont l'amande protégée par une fine coquille, se trouve à l'intérieur du cône ou  pomme de pin (ou encore la pigne en occitan, pigna en italien). Une adaptation allemande de Pinocchio du début du XXe siècle s'appelle ainsi Zäpfelkerns Abenteuer (Les Aventures de Pignon, Zäpfelkern traduit littéralement donne noyau de pomme de pin). Ce mot toscan du XIXe siècle est tombé en désuétude et n'est plus utilisé.
Le Toscan Fernando Tempesti, chercheur en littérature et un des meilleurs spécialistes de Pinocchio, précise que dans la langue de Geppetto, le toscan du XIXe siècle, « pinocchio » signifie « petit pignon » qui voudrait dire également dans la langue secrète de Collodi : « petit crevard ». Cette expression renvoie à l'Arlequin de la commedia dell'arte florentine qui se nomme Stenterello, tout aussi famélique que Pinocchio.
Avant de s'appeler Pinocchio, il s'était appelé Arlequin, Polichinelle, ou Stenterello. Il fait partie des personnages, des caractères immuables qui ont, de tout temps, servi de point fixe à l'improvisation. Nous retrouvons ici le statut populaire et pauvre de ce personnage fait non pas dans du bois « noble », mais dans « une simple bûche prise dans le tas de bois à brûler, de celles que l'on met en hiver, dans le poêle ou dans la cheminée pour allumer un feu et réchauffer les chambres ».

## Naissance de Pinocchio
- Si vous ne connaissez pas le sujet, laissez ce bandeau (vous pouvez alors contacter les auteurs).
- Si vous supprimez le contenu mis en cause (vous pouvez préalablement contacter les auteurs),

argumentez précisément cette suppression dans la page de discussion
(un manque de référence n'est pas un argument ; une recherche réelle de référence doit avoir été effectuée, être formellement documentée).

### Le bois dont est fait Pinocchio
Geppetto est un menuisier, c’est-à-dire un artisan qui travaille de ses mains le bois, une matière naturelle, noble et vivante. Mais de quel bois est fait Pinocchio ? Le Geppetto de Comencini, Nino Manfredi, projetait de faire la tête du pantin en bois de noyer, et le corps et les membres dans un bois de moindre valeur, du « legno meno pregiato », mais bien sûr en bois bien sec, « legno stagionato », car le bois vert se travaille mal. Carlo Collodi, dont le Geppetto est dans un grand dénuement, se contente de bois qui n’est pas évidemment du « legno di lusso », traduit maladroitement par la Comtesse de Gencé et tous les traducteurs qui s’en sont inspirés, par « bois de luxe », alors que d’autres traducteurs y voient, en exagérant un peu plus dans l’emphase, du « bois précieux » ou du « bois fin » et d’autres tout simplement du « beau bois », il s’agissait en effet « d’un simple morceau pris dans un tas de bois à brûler » et il va de soi que l’on ne brûle pas du « bois noble ». Certains illustrateurs de Pinocchio, cela se voit à l’écorce de la bûche, ont choisi le pin ou le sapin qui ne sont pas des « bois exotiques » mais bien des « bois ordinaires » en Toscane. Toutefois, le sapin se sculpte mal, se fend facilement et est un bois tendre, de nos jours on fabrique des Pinocchio, comme jouet ou pour la décoration, en aulne, en merisier, en hêtre, en bouleau, en charme, etc.

### Les outils de Geppetto
Geppetto travaille dans sa « bottega », traduite par « boutique » ou « échoppe » et aussi peut-être plus justement par « atelier ». Geppetto travaille sur un « banco » : un « établi », qui est un des principaux instruments de travail du menuisier. Le mot italien « banco » peut signifier également un « banc » (pour s’asseoir). La Comtesse de Gencé, une des premières traductrices de Pinocchio dont le travail a servi de base aux traductions en français jusqu'à nos jours mais qui devait avoir bien peu le sens du travail manuel, fait la mauvaise traduction en traduisant « banco » par « banc » alors qu’il s’agit de toute évidence d'un « établi », une erreur à faire bondir tous les hommes de l'art. Il utilise les outils de menuisier : la hache bien aiguisée pour dégrossir le bois (un outil pourtant peu utilisé par les menuisiers dont le travail réclame précision et minutie), la scie, le rabot qui donne des chatouillis à Pinocchio encore sous forme de bûche, la râpe à bois dans le film de Comencini. Et Pinocchio dans un accès de fureur écrase le pauvre Grillon, parlant d’un coup de martello di legno, que beaucoup de traducteurs rendent mot à mot par « marteau de bois », alors qu’en français on parlerait naturellement de « maillet », qui est justement un marteau en bois utilisé pour frapper sur les pièces que le menuisier ou l'ébéniste assemble, par exemple, sans les marquer ni les abîmer comme le ferait un marteau de métal.

## Hommage
L'astéroïde (12927) Pinocchio, découvert en 1999, est nommé en son honneur.

## À l'écran
Ce conte populaire a connu beaucoup d'adaptations cinématographiques.